# Aspidogyne decora
Aspidogyne decora es una orquídea terrestre originaria de los trópicos de Sudamérica.

## Descripción
Es una orquídea de tamaño pequeño, que prefiere un clima fresco con hábito creciente terrestre con un tallo con hojas erectas de color verde oscuro, lanceoladas, agudas, con rayas blancas en el centro, las hojas basales unidas. Florece en una inflorescencia terminal erecta de 20 cm con muchas flores que se encuentran hacia el ápice.

## Distribución y hábitat
Se encuentra en el sur de Brasil en la Mata Atlántica y Paraguay

## Taxonomía
Aspidogyne decora fue descrita por (Rchb.f.) Garay & G.A.Romero y publicado en Harvard Papers in Botany 3: 53. 1998.
Etimología
Aspidogyne: nombre genérico que viene del griego aspis, "escudo", y gyne, "hueco", con referencia a los grandes márgenes de curvas de sus flores, que se asemejan a un escudo.
decora: epíteto latino que significa "hermosa".
Sinonimia
- Aspidogyne bicolor (Barb.Rodr.) Garay
- Erythrodes bicolor (Barb.Rodr.) Ames
- Physurus bicolor Barb.Rodr.
- Physurus decorus Rchb.f. basónimo[6][7]